# Boreonykus
Boreonykus certekorum
Genre
Espèce
Boreonykus est un genre de dinosaures théropodes de la famille des droméosauridés qui vivaient au Campanien (Crétacé supérieur) il y a environ 73 millions d'années. Il est connu à partir de restes fossiles retrouvés dans la formation Wapiti (en) en Alberta au Canada. Ce genre est représenté par une unique espèce, Boreonykus certekorum.